# Amphoe Khao Suan Kwang
Amphoe Khao Suan Kwang (Thai: อำเภอ เขาสวนกวาง) ist ein Landkreis (Amphoe – Verwaltungs-Distrikt) in der Provinz Khon Kaen. Die Provinz Khon Kaen liegt in der Nordostregion von Thailand, dem so genannten Isan.

## Geographie
Benachbarte Landkreise (von Süden im Uhrzeigersinn): die Amphoe Nam Phong und Ubolratana in der Provinz Khon Kaen, Amphoe Non Sang der Provinz Nong Bua Lamphu, sowie die Amphoe Nong Wua So, Nong Saeng und Non Sa-at der Provinz Udon Thani.

## Geschichte
Khao Suan Kwang wurde 1978 zunächst als „Zweigkreis“ (King Amphoe) eingerichtet, indem er vom Amphoe Nam Phong abgetrennt wurde. Am 16. März 1985 wurde er zum Amphoe heraufgestuft.

## Verkehr
Khao Suan Kwang verfügt über einen Bahnhof an der Nordostlinie der thailändischen Eisenbahn (Strecke Nakhon Ratchasima–Nong Khai). Durch den östlichen Teil des Bezirks führt die Thanon Mittraphap („Straße der Freundschaft“; Nationalstraße 2).

## Verwaltungseinheiten

### Provinzverwaltung
Der Landkreis Khao Suan Kwang ist in fünf Tambon („Unterbezirke“ oder „Gemeinden“) eingeteilt, die sich weiter in 56 Muban („Dörfer“) unterteilen.
| Nr. | Name            | Thai       | Muban | Einw. |
| --- | --------------- | ---------- | ----- | ----- |
| 1.  | Khao Suan Kwang | เขาสวนกวาง | 06    | 9.099 |
| 2.  | Dong Mueang Aem | ดงเมืองแอม  | 0-    | 8.953 |
| 3.  | Na Ngio         | นางิ้ว       | 07    | 5.425 |
| 4.  | Non Sombun      | โนนสมบูรณ์   | 10    | 5.903 |
| 5.  | Kham Muang      | คำม่วง      | 13    | 8.827 |

Hinweis: Die Daten der Muban liegen zum Teil noch nicht vor.

### Lokalverwaltung
Es gibt eine Kommune mit „Kleinstadt“-Status (Thesaban Tambon) im Landkreis:
- Khao Suan Kwang (Thai: เทศบาลตำบลเขาสวนกวาง), bestehend aus Teilen der Tambon Khao Suan Kwang und Kham Muang.

Außerdem gibt es vier „Tambon-Verwaltungsorganisationen“ (องค์การบริหารส่วนตำบล – Tambon Administrative Organizations, TAO):
- Khao Suan Kwang (Thai: องค์การบริหารส่วนตำบลเขาสวนกวาง)
- Dong Mueang Aem (Thai: องค์การบริหารส่วนตำบลดงเมืองแอม)
- Na Ngio (Thai: องค์การบริหารส่วนตำบลนางิ้ว)
- Kham Muang (Thai: องค์การบริหารส่วนตำบลคำม่วง)